# تیگرانوهی تر-مارگوسیان
تیگرانوهی تر-مارگوسیان (ارمنی: Տիգրանուհի Տեր-Մարկոսյան؛ انگلیسی: Tigranuhi Ter-Markosyan؛ ۱۰ مارس ۱۹۵۰) یک بازیگر، کارگردان و مترجم اهل ارمنستان است. وی از سال ۱۹۷۵ میلادی تا کنون فعالیت می‌کند.

## زندگی‌نامه
وی در ۱۰ مارس ۱۹۵۰ در ایروان به دنیا آمد و از مدرسه موسیقی سایات‌نووا، آکادمی دولتی هنرهای زیبای ارمنستان و دانشگاه دولتی زبان‌ها و علوم اجتماعی بروسوف ایروان فارغ‌التحصیل شد. وی در مدرسه شماره ۶۷ یقیشه چارنتس، تئاتر دراماتیک دولتی وارطان آجمیان گیومری و تئاتر کمدی موزیکال پارونیان فعالیت می‌کرد. 

## نگارخانه

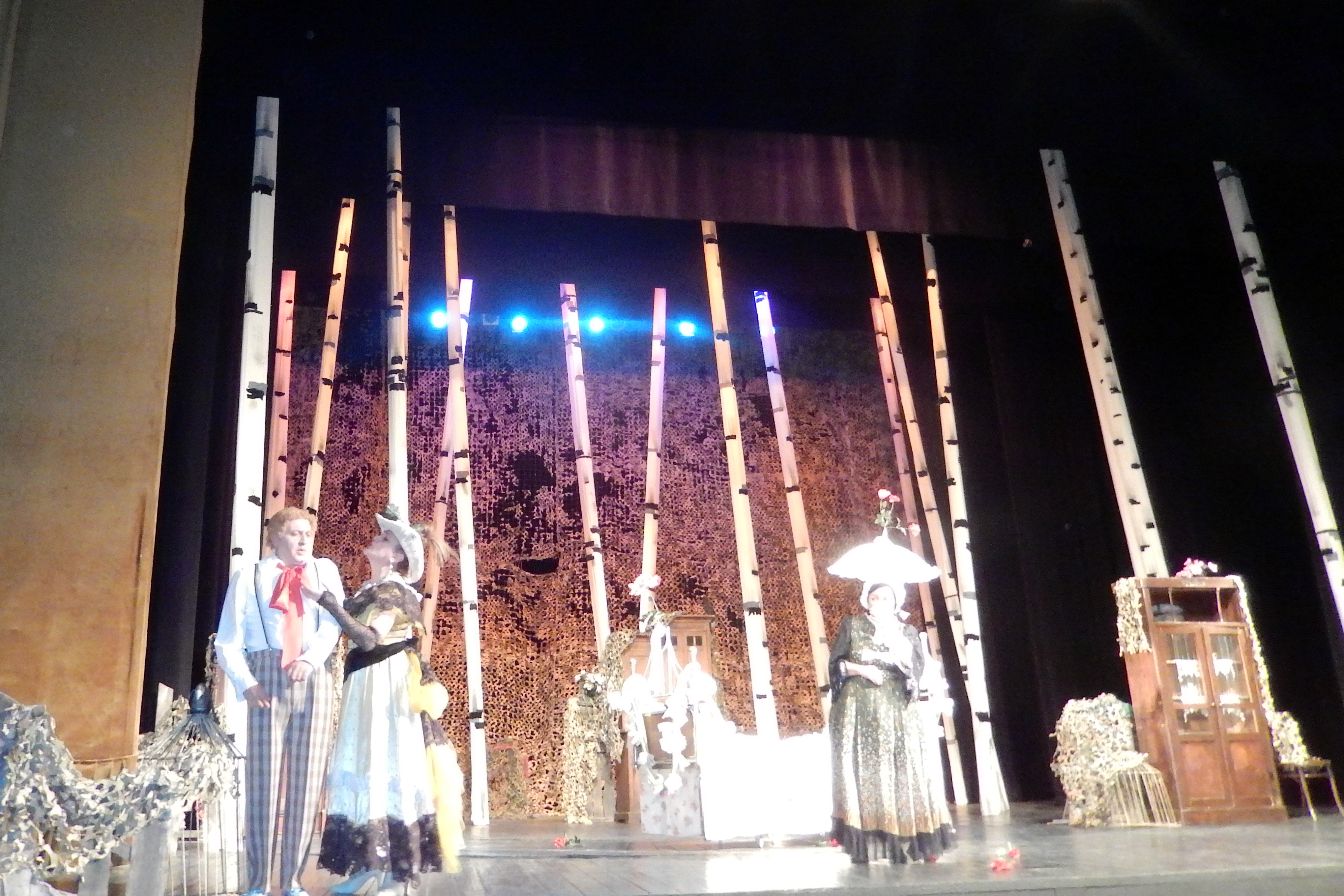